# Pamiętnik księżniczki 2: Królewskie zaręczyny
Pamiętnik Księżniczki 2: Królewskie zaręczyny – druga część przygód Mii Thermopolis.

## O filmie
Mia (Anne Hathaway) po ukończeniu studiów wraca do Genovii, gdzie odwiedza ją Lilly, jej najlepsza przyjaciółka. Na obradach sejmu babcia Mii (Julie Andrews) dowiaduje się, że jej wnuczka przed objęciem tronu musi wyjść za mąż. Mia z babcią i Lilly poszukują męża, ponieważ sejm dał jej na to tylko trzydzieści dni. Kiedy znajdują już odpowiedniego kandydata pojawia się lord Nicholas, który próbuje rozkochać w sobie następczynię tronu.

## Wersja polska
Wersja polska: Master Film

Reżyseria: Waldemar Modestowicz

Dialogi: Jan Jakub Wecsile

Dźwięk: Renata Wojnarowska

Montaż: Gabriela Turant-Wiśniewska

Kierownictwo produkcji: Beata Jankowska

Tekst piosenek: Jan Jakub Wecsile

Kierownictwo muzyczne: Piotr Gogol

Wystąpili:
- Karolina Gruszka – Księżniczka Mia
- Grażyna Barszczewska – Królowa Clarisse
- Krzysztof Kowalewski – Mabrey
- Henryk Talar – Joe
- Marcin Przybylski – Nicholas
- Bartłomiej Topa – Andrew
- Magdalena Wójcik – Charlotte
- Agata Kulesza – Reporterka
- Anna Apostolakis – Brigita
- Beata Wyrąbkiewicz – Brigitte
- Dominika Kluźniak – Lilly
- Katarzyna Łaska – Assana
- Marcin Troński – Premier
- Joanna Węgrzynowska

i inni

## Box office
| Świat | US$ 134,734,481 |